# زوفای بزرگ کوچک‌برگ
زوفای بزرگ کوچک‌برگ (نام علمی: Agastache parvifolia) نام یک گونه از خانواده نعنائیان است.